# Sungurłare (gmina)
Sungurłare (bułg. Община Сунгурларе) – gmina we wschodniej Bułgarii, w obwodzie Burgas.

## Miejscowości
Miejscowości wchodzące w skład gminy Sungurłare:
- Beronowo (bułg.: Бероново),
- Bosiłkowo (bułg.: Босилково),
- Czernica (bułg.: Черница),
- Czubra (bułg.: Чубра),
- Dybowica (bułg.: Дъбовица),
- Esen (bułg.: Есен),
- Gorowo (bułg.: Горово),
- Grozden (bułg.: Грозден),
- Kamczija (bułg.: Камчия),
- Klimasz (bułg.: Климаш),
- Kosten (bułg.: Костен),
- Łozarewo (bułg.: Лозарево),
- Łozica (bułg.: Лозица),
- Manolicz (bułg.: Манолич),
- Pczelin (bułg.: Пчелин),
- Podwis (bułg.: Подвис),
- Prilep (bułg.: Прилеп),
- Sadowo (bułg.: Садово),
- Skała (bułg.: Скала),
- Sławjanci (bułg.: Славянци),
- Sungurłare (bułg.: Сунгурларе) − stolica gminy,
- Syedinenie (bułg.: Съединение),
- Tarzijsko (bułg.: Терзийско),
- Wedrowo (bułg.: Ведрово),
- Welisław (bułg.: Велислав),
- Wezenkowo (bułg.: Везенково),
- Wyłczin (bułg.: Вълчин),
- Zawet (bułg.: Завет).